# Chromodoris magnifica
Espèce
Chromodoris magnifica est une espèce de nudibranches du genre Chromodoris.

## Distribution
Cette espèce se rencontre dans la zone centrale de la région Indo-Pacifique soit de l'Indonésie à la Papouasie-Nouvelle-Guinée en passant par les Philippines ainsi que la côte orientale de l'Australie.

## Habitat
Son habitat est la zone récifale externe sur les sommets ou sur les pentes jusqu'à la zone des 25 m de profondeur.

## Description
Cette espèce peut mesurer plus de 5 cm. 
Le corps est allongé avec un pied distinct du dessus du corps marqué par une "jupe" qui cache partiellement le pied. 
La teinte de fond est généralement dans les tons bleus, l'intensité de ce dernier variant d'un individu à l'autre (jusqu'à un blanc laiteux).
Sur la face dorsale, la zone bleue est bordée de chaque côté d'un  trait noir continu, une ligne médiane continue noire la traverse également. Des tirets noirs peuvent aussi être présents dans la zone bleue entre les lignes longitudinales. Les rhinophores lamellés et le bouquet branchial sont orangés et sont rétractiles.
La marge de la jupe est bordée d'un large trait blanc avec un liseré central orangé dont la largeur et l'intensité sont variables.
Le pied est marqué par trois traits noirs continus et longitudinaux. Sa couleur de fond est identique à celle du manteau. Le pourtour de la base du pied est surlignée par un liseré orangé et blanc.

## Éthologie
Ce Chromodoris est benthique et diurne, se déplace à vue sans crainte d'être pris pour une proie de par la présence de glandes défensives réparties dans les tissus du corps.

## Alimentation
Chromodoris magnifica  se nourrit principalement d'éponges.

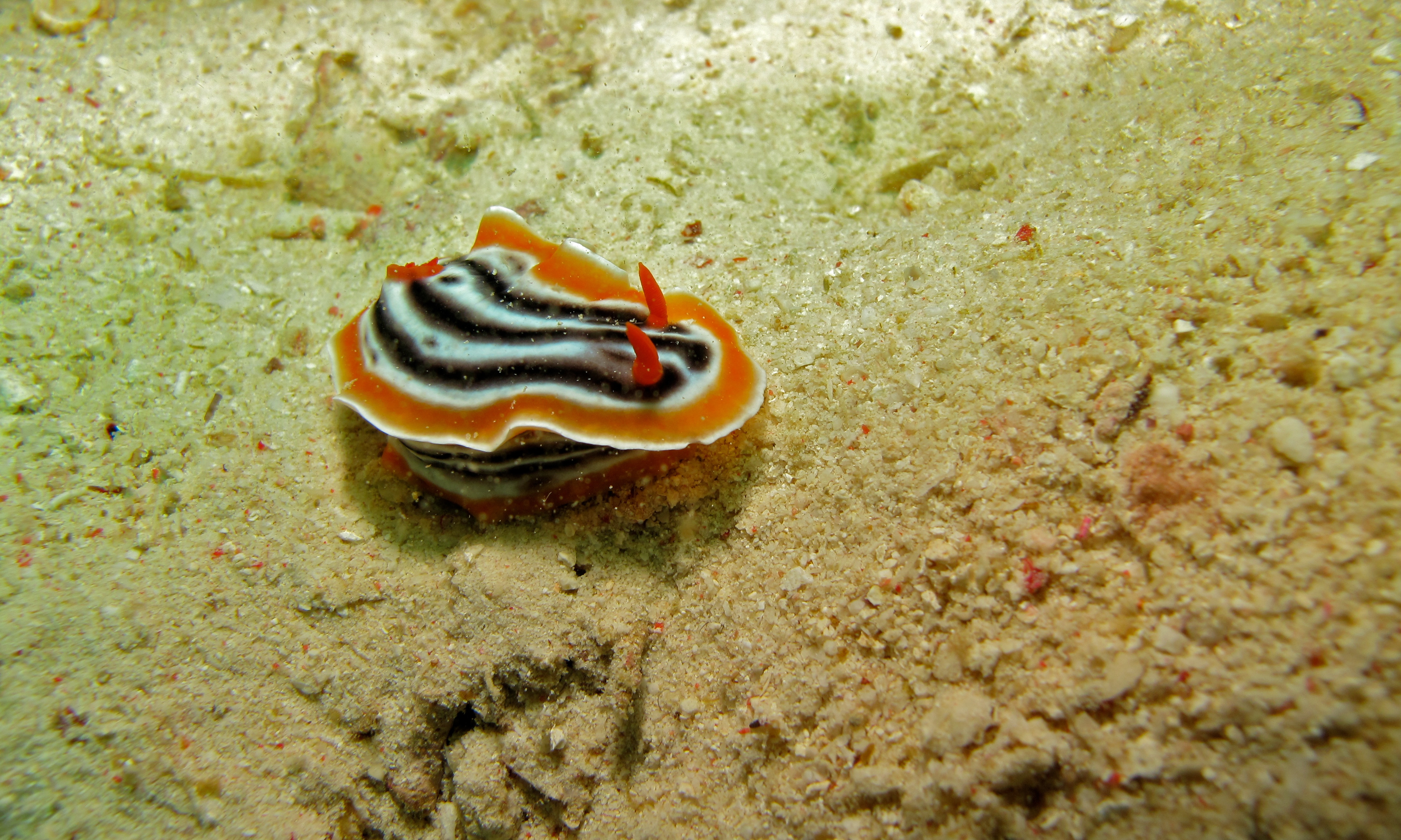
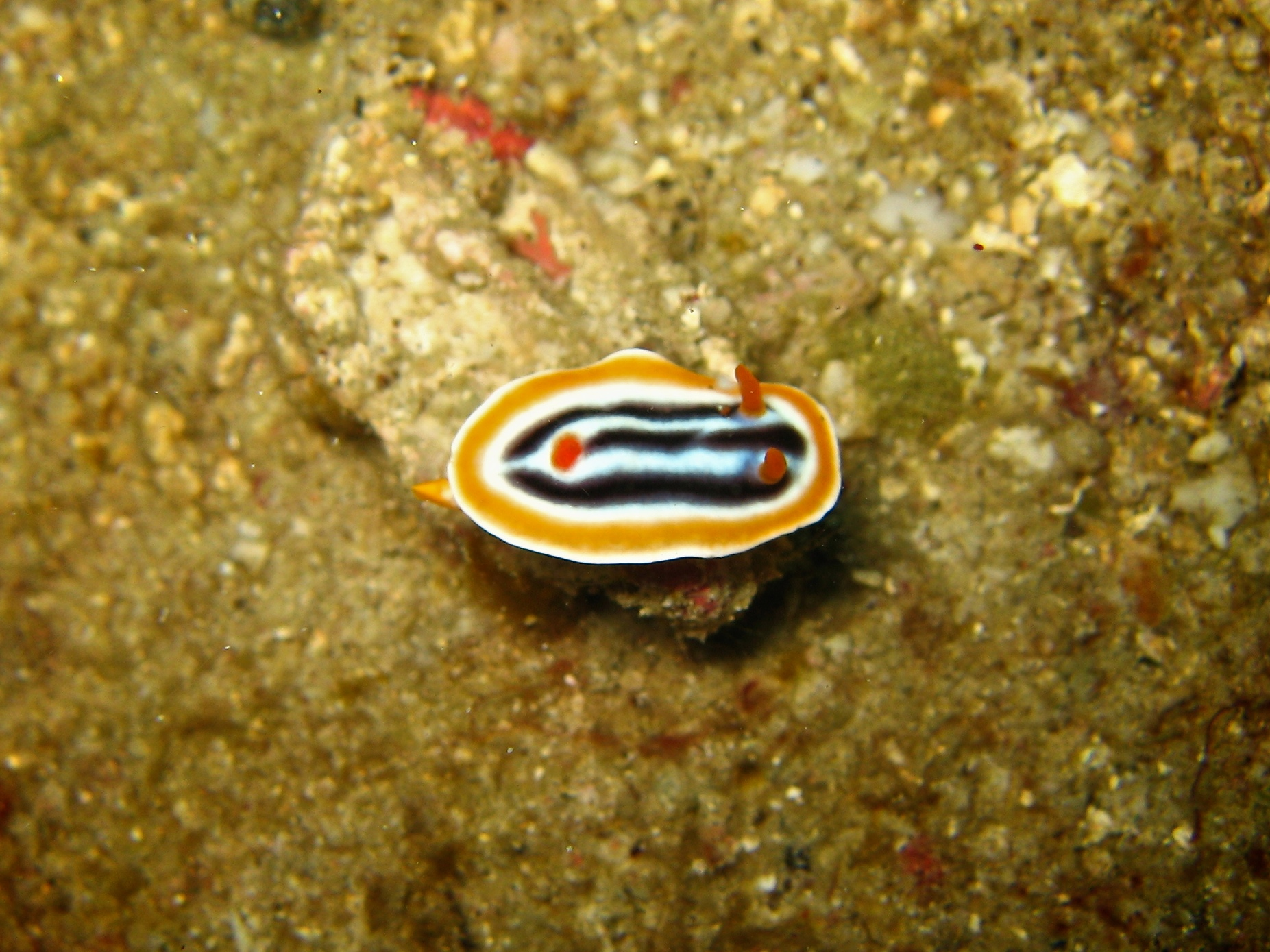
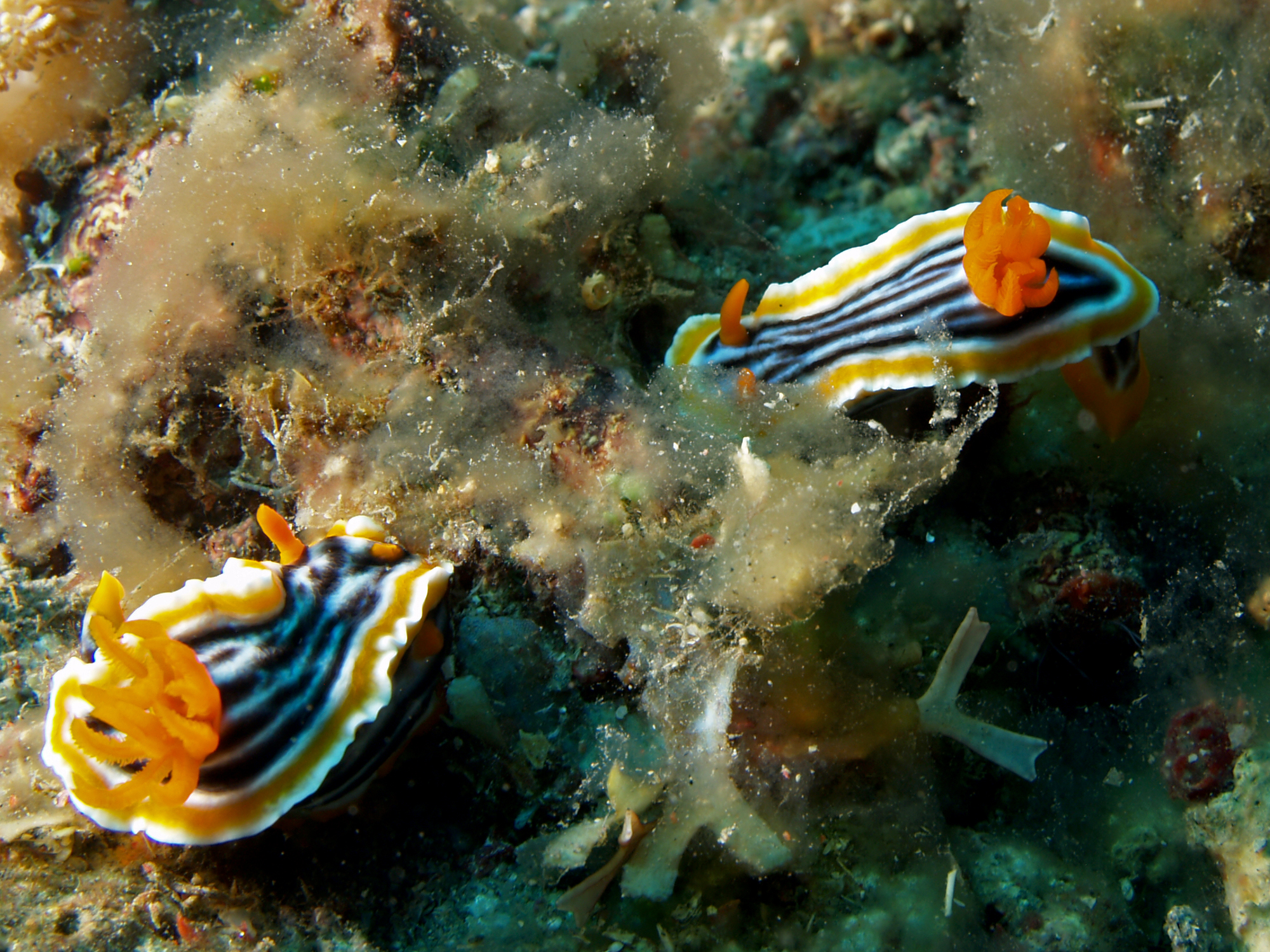
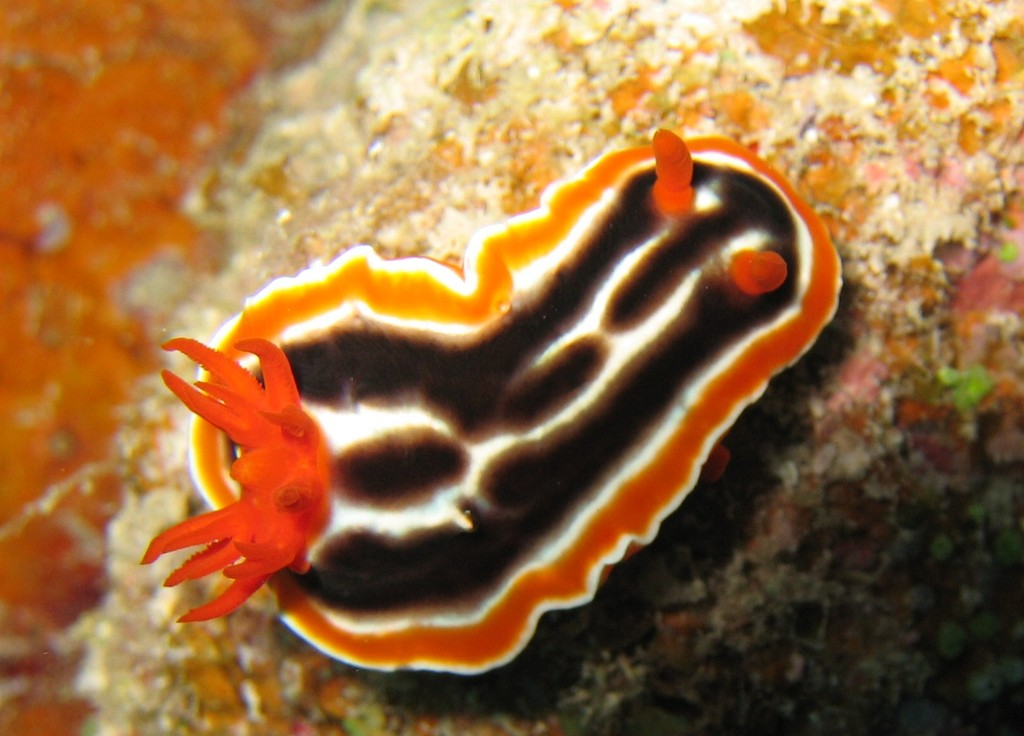